# Oicho-Kabu
Oicho-Kabu er et traditionelt japansk kortspil. Spillets opbygning og regler minder meget om reglerne for Blackjack. 
For at spille Oicho-Kabu med et "normalt" (vestligt) sæt spillekort skal alle billedkortene fjernes. Esser tæller for 1.

## Basisregler
Man skal have en samlet sum af kortene der er så tæt på 9 som muligt. Der regnes kun med det sidste ciffer, dvs. at har man f.eks. 12 tæller det som 2, osv.

## Yakuza
Den dårligste hånd man kan få er den såkaldte "Yakuzahånd". Den hedder 8-9-3 (Ya-Ku-Sa).
Den er dårligst fordi den giver 20, altså 0 i Oicho-Kabu. Herfra kommer den japanske mafia's navn Yakuza. I det hele taget har Oicho-Kabu meget at gøre med Yakuza, det spilles meget af medlemmerne af mafiaen, og mange Yakuzaritualer involverer Oicho-Kabu.